# Erik Bryggman

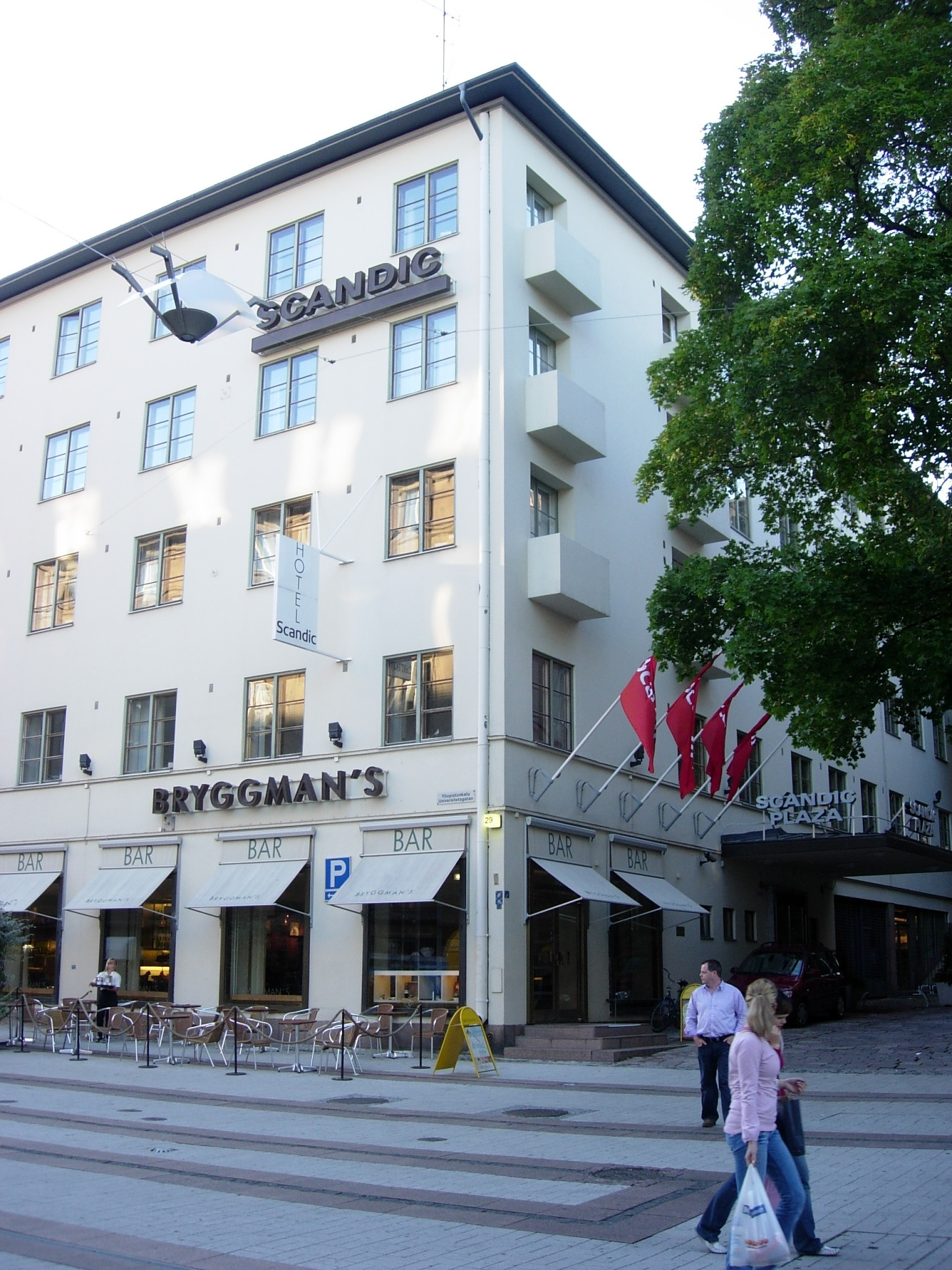
Scandic som tidigare var Hospits-Betel på Universitetsgatan i Åbo. Restaurangen är uppkallad efter arkitekten.

Erik William Bryggman, född 7 februari 1891 i Åbo, död där 21 december 1955, var en finländsk arkitekt. Bryggman var tillsammans med Alvar Aalto pionjär inom den funktionella arkitekturen i Finland. Hans verk återfinns främst i hemstaden Åbo med omnejd.

## Biografi
Bryggman var son till tulltjänstemannen Johan Ulrik Bryggman och Vendla Gustava Nordström. Han gifte sig 1918 med Agda Beatrice Grönberg. Dottern Carin Bryggman var verksam som arkitekt och skänkte faderns ritningar till Finlands arkitekturmuseum 1989.
Bryggman var en av de första representanterna för funktionalismen i Finland. Han blev klar med sina arkitektstudier vid Tekniska högskolan, Helsingfors år 1916. Han arbetade med Sigurd Frosterus, Armas Lindgren och Valter Jung innan han grundade en egen byrå i Åbo år 1923. Han inspirerades av Italien i sina verk efter en studieresa i början av 1920-talet. Han gjorde sedan studieresor till Weissenhofsiedlung i Stuttgart och Bauhaus i Dessau. På Universitetsgatan i Åbo ritade Bryggman Hospits-Betel och Atrium i slutet av 1920-talet.
Bryggman fick i uppdrag att tillsammans med Alvar Aalto skapa Åbo stads jubileumsutställning i samband med 700-årsfirandet 1929. 1935 följde utbyggnaden av Åbo Akademis bibliotek i funktionalistisk stil. Ett annat verk av Bryggman är Vierumäki idrottsinstitut i Heinola som räknas som ett betydande monument inom den finska idrottsrörelsens arkitektur. Det färdigställdes 1937. Bryggman skapade flera verk inom den sakrala arkitekturen som Pargas begravningskapell och begravningskapellen i Helsingfors, Furumo i Vanda, Lojo och Villmanstrand som färdigställdes efter hans död. Uppståndelsekapellet i Åbo från 1938-1941 tillhör Bryggmans främsta verk.
Bryggman kom även att rita flera funktionalistiska villor i skärgårdsmiljö: Villa Warén (1932–1933) på Runsala, Villa Ekman (1923–1933) på Hirvensalo, Villa Kaino (1935) på Kakskerta och Villa Jaatinen (1939) på Vessö i Borgå skärgård. Villa Nuuttila på Kustö i S:t Karins byggdes 1947–1949 och ses som en höjdpunkt inom den finländska arkitekturen jämställd med Aaltos Villa Mairea.
Han skapade tillsammans med skulptören Viktor Jansson Vårt land-monumentet på Gumtäkts äng i Helsingfors 1948.

## Byggnadsverk (i urval)
- 1924: Tingshuset, Kimito
- 1926–1929: Villa Sol, Åbo
- 1927: Atrium-huset, Åbo
- 1927–1929: Hotell Hospitz-Betel, Åbo
- 1930: Pargas begravningskapell, Pargas
- 1932–1933: Villa Warén, Runsala
- 1923–1933: Villa Ekman, Åbo
- 1935: Villa Kaino, Kakskerta
- 1935: Boktornet (Åbo Akademis bibliotek), Åbo
- 1933–1937: Vierumäki idrottsinstitut
- 1936: Kåren, ”gamla delen”, Åbo
- 1938: Försäkringsbolaget Sampos hus, Åbo
- 1939: Villa Jaatinen, Vessölandet
- 1938–1941: Uppståndelsekapellet, Åbo
- 1946–1948: Oy Laivateollisuus Ab:s bostadsområde i Pansio, Åbo
- 1946–1950: Kåren, ”nya delen”, Åbo
- 1947–1949: Villa Nuuttila, S:t Karins
- 1952–1955: Furumo begravningskapell, Vanda

## Bildgalleri

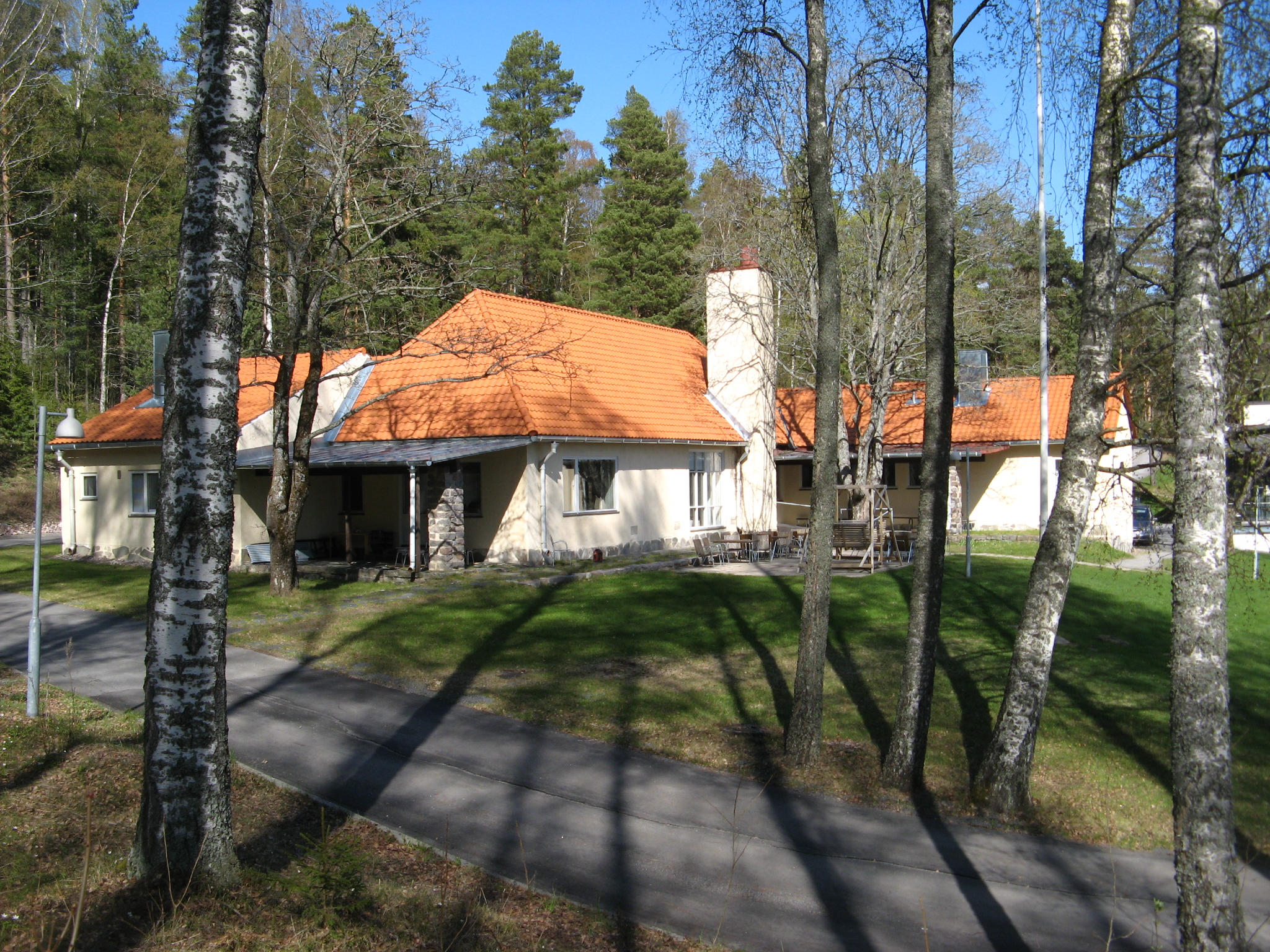
Villa Staffans på Senaps lägergård, Kakskerta, 1940-talet
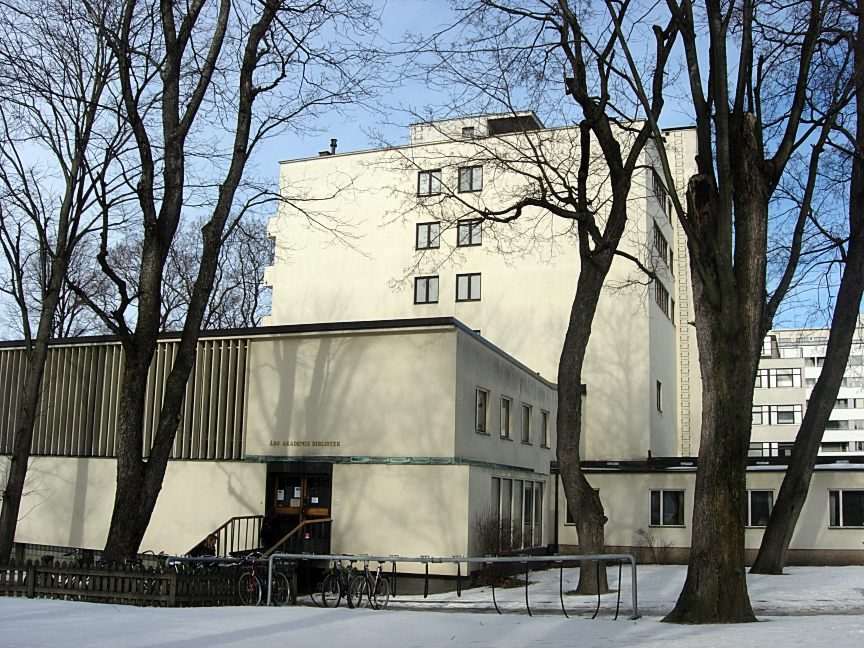
Åbo akademis bibliotek
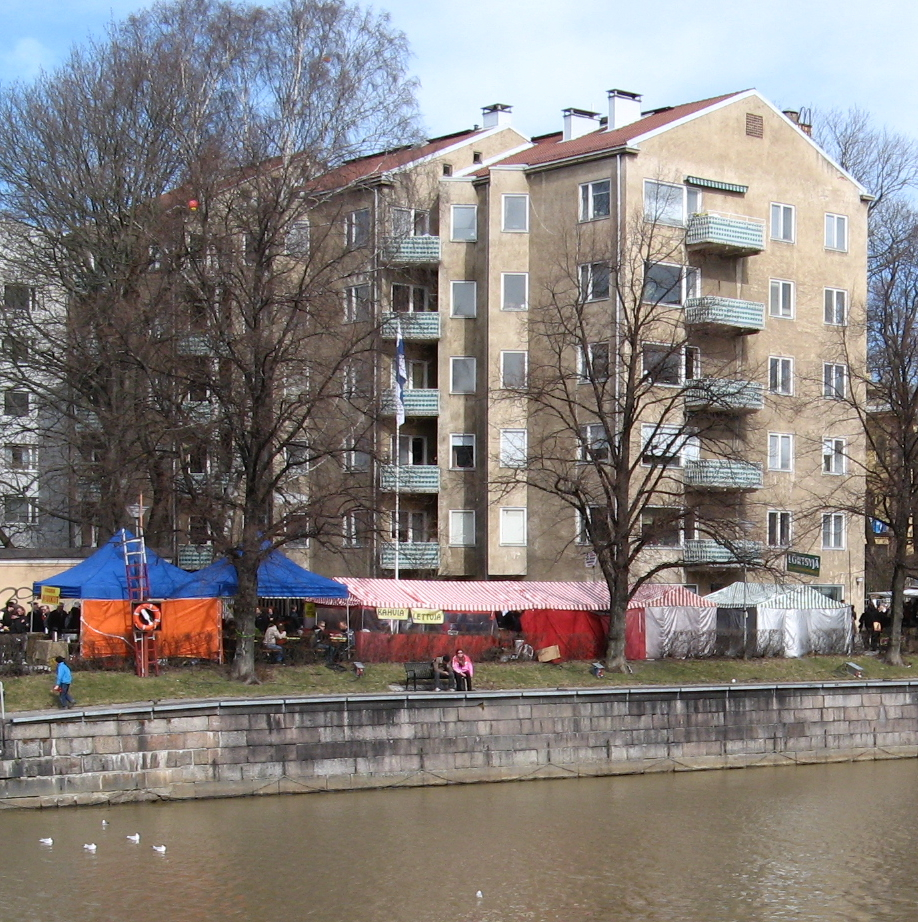
Västra strandgatan 21 i Åbo, 1961
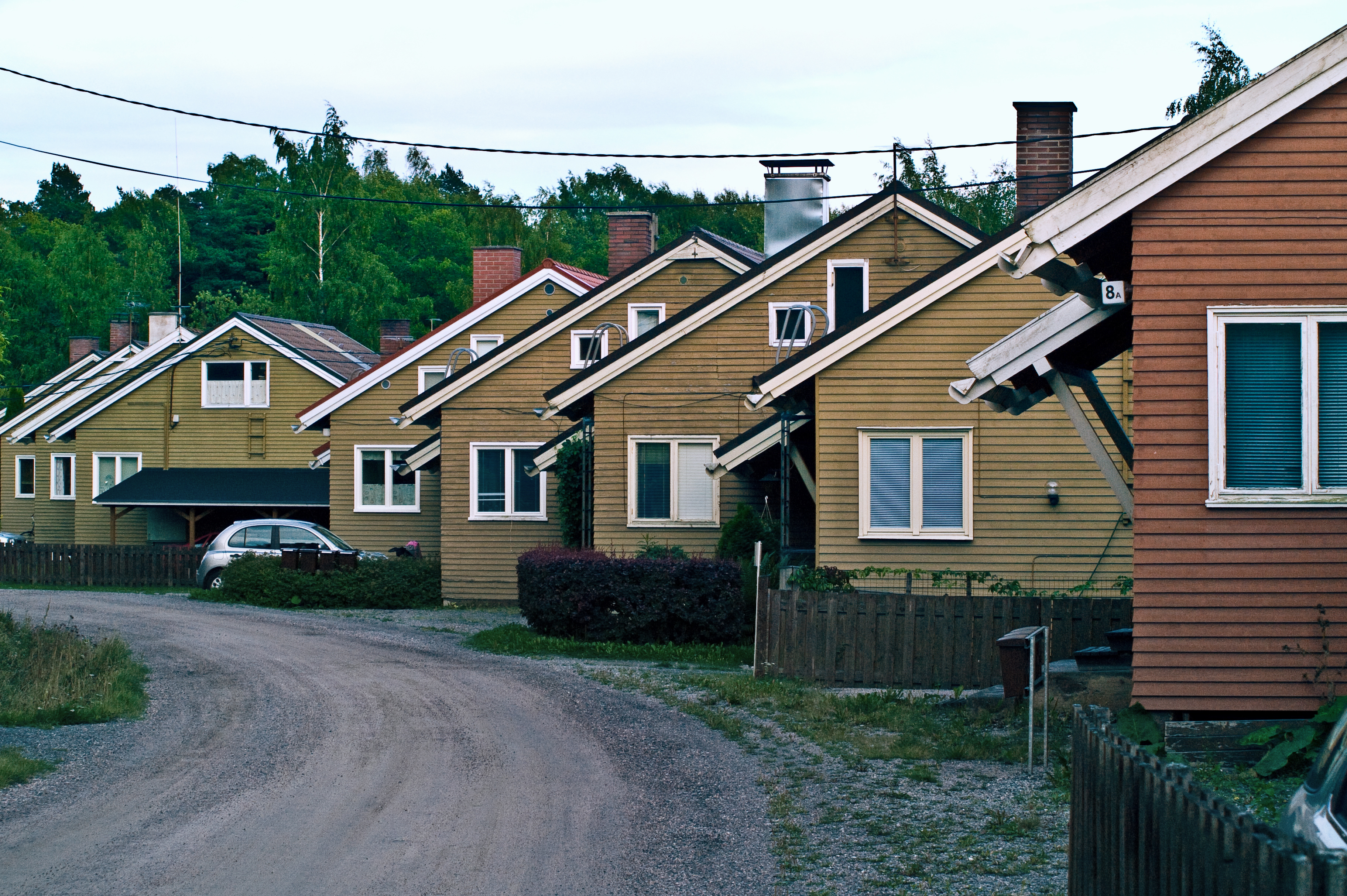
Småhusområde i Åbo
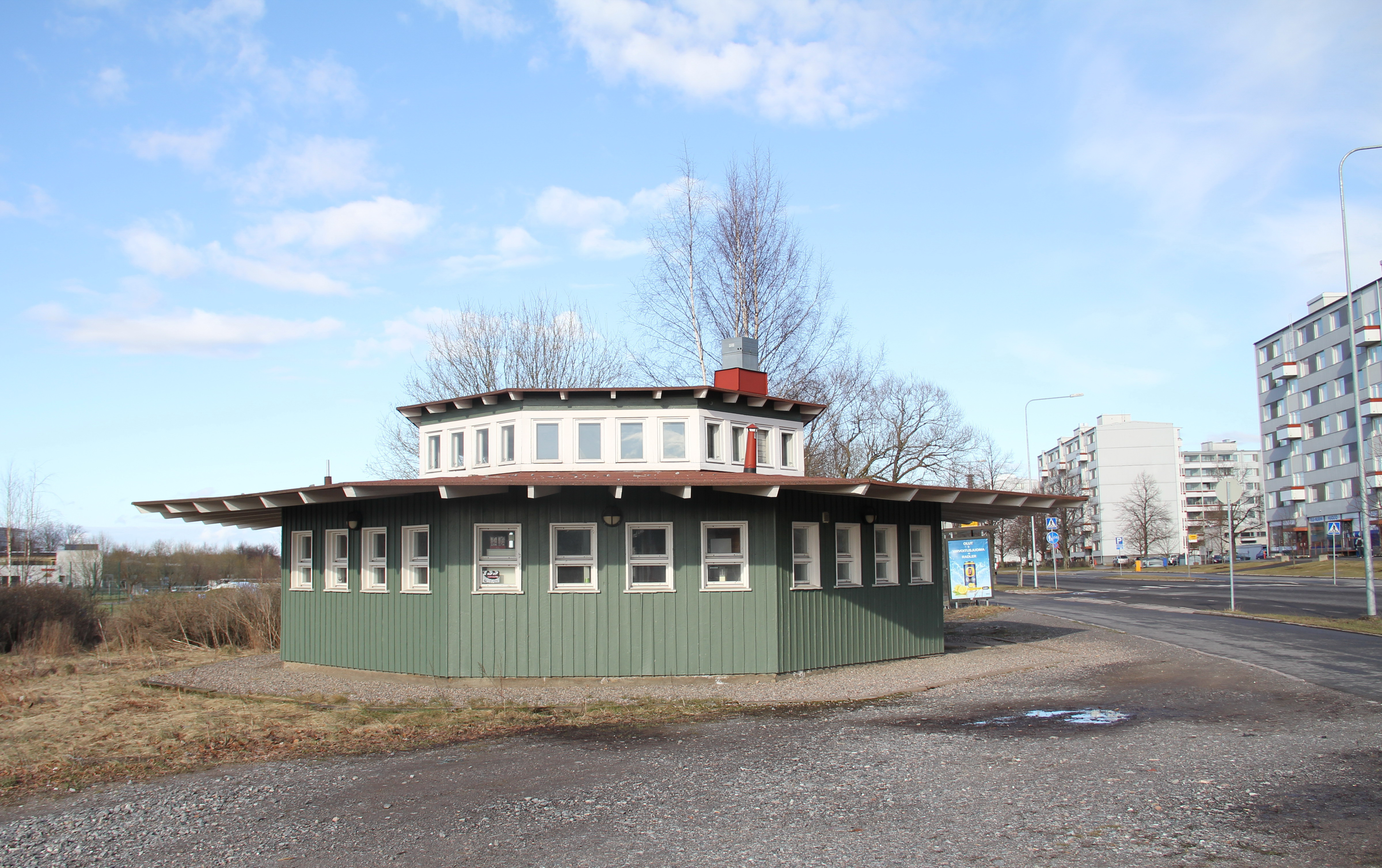
Tidigare totokiosk på Kuppis galoppbana i Åbo